# Simone Tanner Chaumet

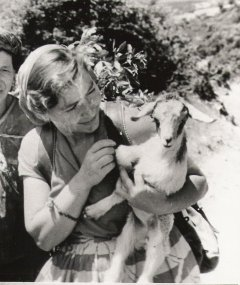
Simone Tanner Chaumet 1953

Simone Tanner Chaumet (1916- 25 de mayo de 1962) fue una activista por la paz francesa y voluntaria del SCI (Servicio Civil Internacional) entre 1943 y 1945 en Francia y entre 1951 y 1956 en Argelia.

## Infancia
Simone Tanner Chaumet nació durante la Primera Guerra Mundial (1914- 1918) pero su fecha y lugar de nacimiento son desconocidos. Nunca conoció a su padre biológico, situación que tuvo gran afectación en ella durante la adolescencia. Su madre se volvió a casar y se trasladó a Cannes con su familia.  La relación entre Chaumet y su padrastro fue muy intensa. En el año 1942, SImone se asoció al CLAJ (club de ocio, acción y juventud) con su amigo Hamy Bissérier y en el 1943 fue nombrada secretaria de dicha asociación. El CLAJ se asoció con las '' Amistades Cristianas'' de Col du Fanget, en los Alpes franceses. Durante su trabajo allí, Chaumet salvó la vida de niños judíos (François Gelber. Maurice y Charles Wrobel, Gilbert y Maxime Allouche) afectados por la Segunda Guerra Mundial.

## Chaumet y el SCI
El SCI fue muy importante para Chaumet y su vida. Simone siempre estuvo muy interesada en las noticias del SCI y decidió hacerse voluntaria. Estuvo muy activa en Francia entre 1945 y 1950 en esta asociación y continuó como voluntaria de larga duración en Argelia entre 1951 y 1956. Se casó con el secretario del SCI Emile Tanner.

## Su centro educativo en Bouzarean
Chaumet investigó sobre aspectos útiles de la educación mientras era voluntaria del SCI y abrió una escuela en Bouzareah. Su objetivo era ayudar a las personas que no sabían leer ni escribir y a los niños que necesitaban educación. Trabajó mucho contra la ignorancia.

## Muerte y reconocimientos
Fue asesinada el 25 de mayo de 1962 en el inicio de la guerra civil argelina. El 7 de mayo de 2005 se instaló una placa conmemorativa en el Col du Fanget. Los niños que ella salvó (François Gelbert, Gilbert y Maxime Allouche) estuvieron presentes durante el acto conmemorativo. Chaumet también ha sido commemorada en Israel por haber salvado la vida de niños judíos durante la Segunda Guerra Mundial en Francia. Finalmente, fue honrada el 24 de octubre de 2011 con el premio Justos entre las Naciones en París.